# 劉熙敬
劉熙敬。江西星子縣人，清朝政治人物。同進士出身。

## 生平
劉熙敬於道光十七年（1837年）中式丁酉科舉人，道光二十七年（1847年）中式丁未科張之萬榜三甲進士，與名臣徐樹銘、李鴻章、沈葆楨、馬新貽等同榜。官山西高平縣知縣。